# Tukanovití
Tukanovití (Rhamphastidae) je čeleď obsahující 37 druhů tukanů a arassariů, kteří patří k nejpozoruhodnějším ptákům světa. Po zemi se vyskytuje několik různě vybarvených a velkých druhů; mezi nejznámější patří zřejmě tukan obrovský (Ramphastos toco).
Všechny druhy žijí v korunách stromů hustého deštného lesa v oblasti Amazonky a ohraničené zalesněné oblasti Ameriky. Žijí v nejvyšších patrech lesa a jen málokdy se přibližují k zemi.

## Popis a anatomie
Tukani jsou ptáci střední velikosti (30–61 cm), s ohromným, zářivě velkým zobákem. Je skoro z poloviny tak dlouhý, jako celé tělo. Pestré zbarvení je variabilní nejen jako rozlišovací znak mezi druhy, ale také i uvnitř druhu. Zbarvení peří tukanovitých je nejčastěji tmavé, často černé s kontrastně zbarvenými skvrnami na hlavě a na šíji, což podtrhuje zbarvení zobáku.
Jejich křídla jsou krátká a tupá a ptáci je používají k letu jen zřídka. Mají krátké a silné nohy a drápy, kterými se pevně přidržují větví, přičemž jsou dva prsty otočeny dozadu a dva dopředu. U většiny druhů se samec a samice od sebe neliší.

### Zobák
Zobák tukanovitých je vyplněn plástovitou hmotou kosterní tkáně, proto je velmi lehký, a přesto velice silný. Jakou má ale funkci, není přesně jasné. Možná slouží v období rozmnožování k signalizaci a přilákání pozornosti protějšku pohlaví, možná na obranu před predátory. Existuje také domněnka, že slouží k získání potravy, ke které by se jinak tukanovití nedostali. Přitom ale musíme uvážit, že existuje celá řada ptáků, která se k potravě dostane, aniž by takový zobák měla. Je také možné, že tukanovití svým hrozivým zobákem chrání svá mláďata v hnízdě. Díky své velké ploše a oběhu krve v jeho vnitřku funguje zobák výborně také jako termoregulátor – tato schopnost je pravděpodobně plně vyvinuta až v dospělosti.

## Potrava
Tukani žerou nejrůznější druhy ovoce, na stromech žijící hmyz a někdy i větší kořist – ptáčata, vejce, ještěrky. Tukan uchopí svoji potravu, hodí hlavou dozadu a pomocí dlouhého, úzkého a u kořene zpeřeného jazyka ji hodí do hltanu. Mnohdy se živí i vajíčky menších ptáků a patří dokonce k nejčastějším predátorům ptačích hnízd v oblasti Střední a Jižní Ameriky.

## Rozmnožování
Tukanovití hnízdí v dutinách stromů nebo v opuštěných datlích hnízdech. Některé druhy pokrývají zem listím, jiní si podestýlají zem v hnízdě vrstvou vyvržených ovocných slupek. Na 2 – 4 vajíčkách v jedné snůšce sedí oba rodiče. Přitom si tukani překlápějí svůj dlouhý ocas a záda, aby se vešli do tohoto stísněného prostoru.
Mláďata se rodí holá, slepá a rostou pomalu. Po třech týdnech otevírají oči a trvá přibližně 6 týdnů, než obrostou peřím. Mají ztluštělé rohovité mozoly na patách, na kterých sedí, pravděpodobně na ochranu před tvrdou podložkou na zemi v hnízdě. Pokud nemají ještě plné opeření, tak zůstávají v hnízdě a oba rodiče je krmí.

## Chov
Nejčastěji chovaným zástupcem čeledi tukanovití je tukan obrovský. Běžně jsou všichni tukanovití chování ve venkovních voliérách s možným přeletem do zimoviště, přirozeností pro ně je hnízdit v kmenech stromů, proto je dobré dodržovat i to. Zpravidla tito ptáci nesnášejí přímé sluneční záření a suché horko.

## Klasifikace
- Rod Andigena

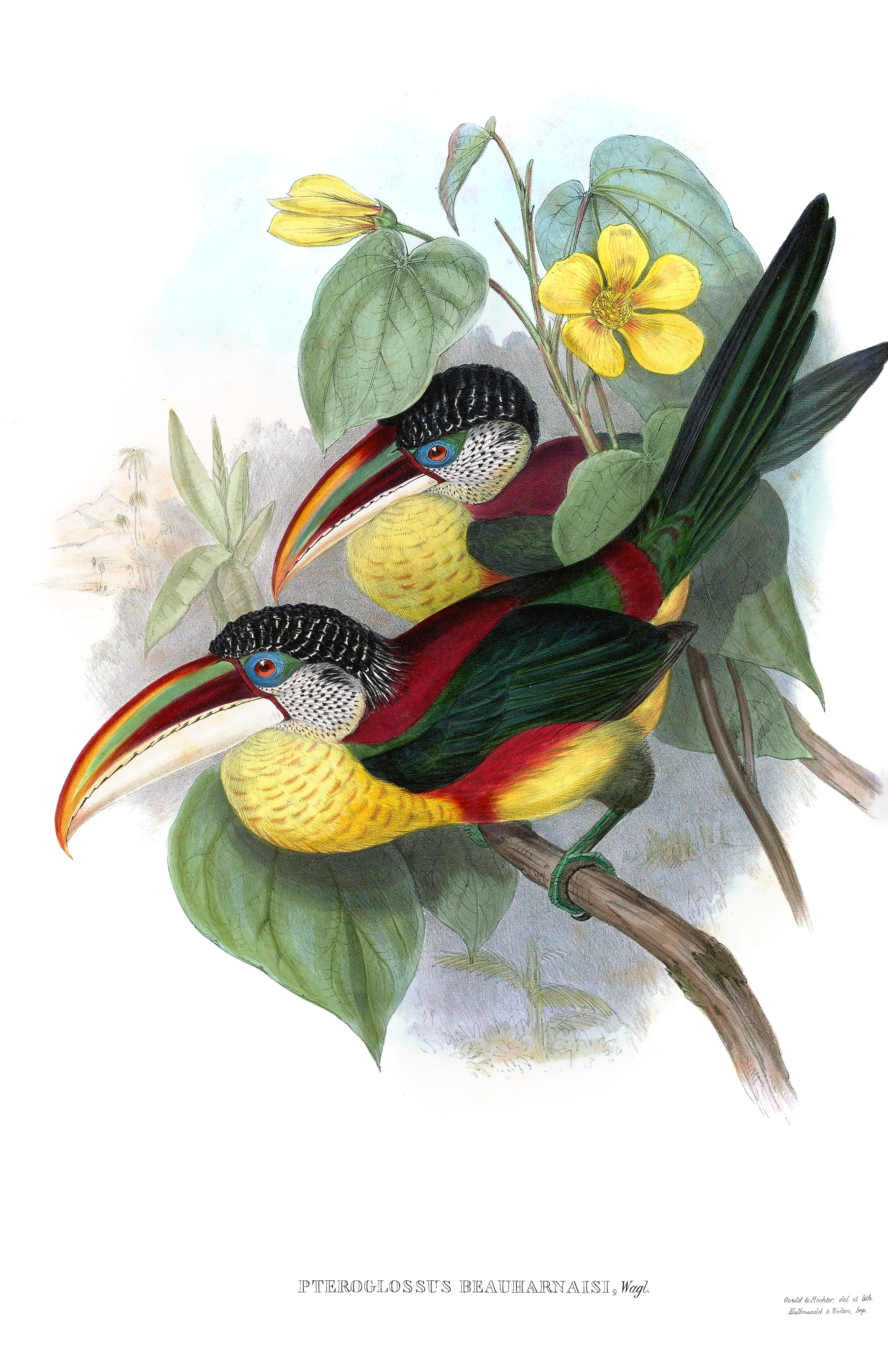
Arassari řasnatý

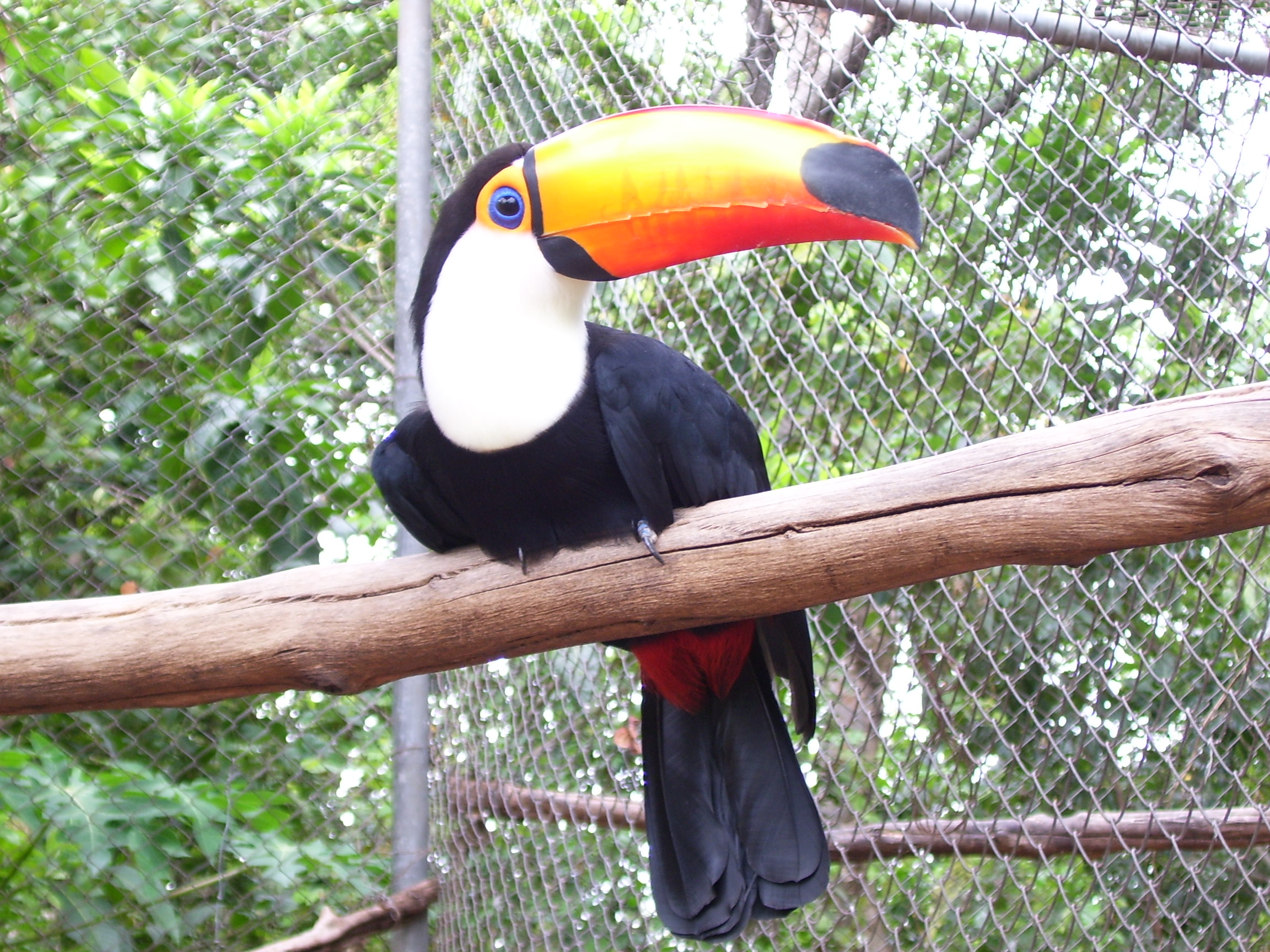
Tukan obrovský

  - Tukan kápový (Andigena cucullata; Gould, 1846)
  - Tukan horský (Andigena hypoglauca; Gould, 1833)
  - Tukan modrý (Andigena laminirostris; Gould, 1851)
  - Tukan černozobý (Andigena nigrirostris; Waterhouse, 1839)

- Rod Aulacorhynchus
  - Arassari modropruhý (Aulacorhynchus coeruleicinctis; Orbigny, 1840)
  - Arassari bledohrdlý (Aulacorhynchus derbianus; Gould, 1835)
  - Arassari rudokostřecový (Aulacorhynchus haematopygus; Gould, 1835)
  - Arassari žlutobrvý (Aulacorhynchus huallagae; Carriker, 1933)
  - Arassari smaragdový (Aulacorhynchus prasinus; Gould, 1833)
  - Arassari modrolící (Aulacorhynchus sulcatus; Swainson, 1820)

- Rod Baillonius
  - Arassari zlatý (Baillonius bailloni; Vieillot, 1819)

- Rod Pteroglossus
  - Arassari černokrký (Pteroglossus aracari; Linnaeus, 1758)
  - Arassari bledozobý (Pteroglossus azara; Vieillot, 1819)
  - Arassari řasnatý (Pteroglossus beauharnaesii; Wagler, 1832)
  - Arassari červenokrký (Pteroglossus bitorquatus; Vigors, 1826)
  - Arassari hnědouchý (Pteroglossus castanotis; Gould, 1834)
  - Arassari panamský (Pteroglossus frantzii; Cabanis, 1861)
  - Arassari amazonský (Pteroglossus inscriptus; Swainson, 1822)
  - Arassari mnohopruhý (Pteroglossus pluricinctus; Gould, 1836)
  - Arassari pestrý (Pteroglossus torquatus; Gmelin, 1788)
  - Arassari zelený (Pteroglossus viridis; Linné, 1766)

- Rod Ramphastos
  - Tukan žlutohrdlý (Ramphastos ambiguus; Swainson, 1823)
  - Tukan hnědošíjný (Ramphastos brevis; Meyer de Schauensee, 1945)
  - Tukan pestrý (Ramphastos dicolorus; Linné, 1766)
  - Tukan krátkozobý (Ramphastos sulfuratus; Lesson, 1830)
  - Tukan hnědohřbetý (Ramphastos swainsonii; Gould, 1833)
  - Tukan obrovský (Ramphastos toco; Statius Muller, 1776)
  - Tukan bledohrdlý (Ramphastos tucanus; Linné, 1758)
  - Tukan vrubozobý (Ramphastos vitellinus; Lichtenstein, 1823)

- Rod Selenidera
  - Arassari zlatolící (Selenidera culik; Wagler, 1827)
  - Arassari Gouldův (Selenidera gouldii; Natterer, 1837)
  - Arassari svrnozobý (Selenidera maculirostris; Lichtenstein, 1823)
  - Arassari Nattererův (Selenidera nattereri; Gould, 1836)
  - Arassari límcový (Selenidera reinwardtii; Wagler, 1827)
  - Arassari žlutouchý (Selenidera spectabilis; Cassin, 1858)

## Obrázky

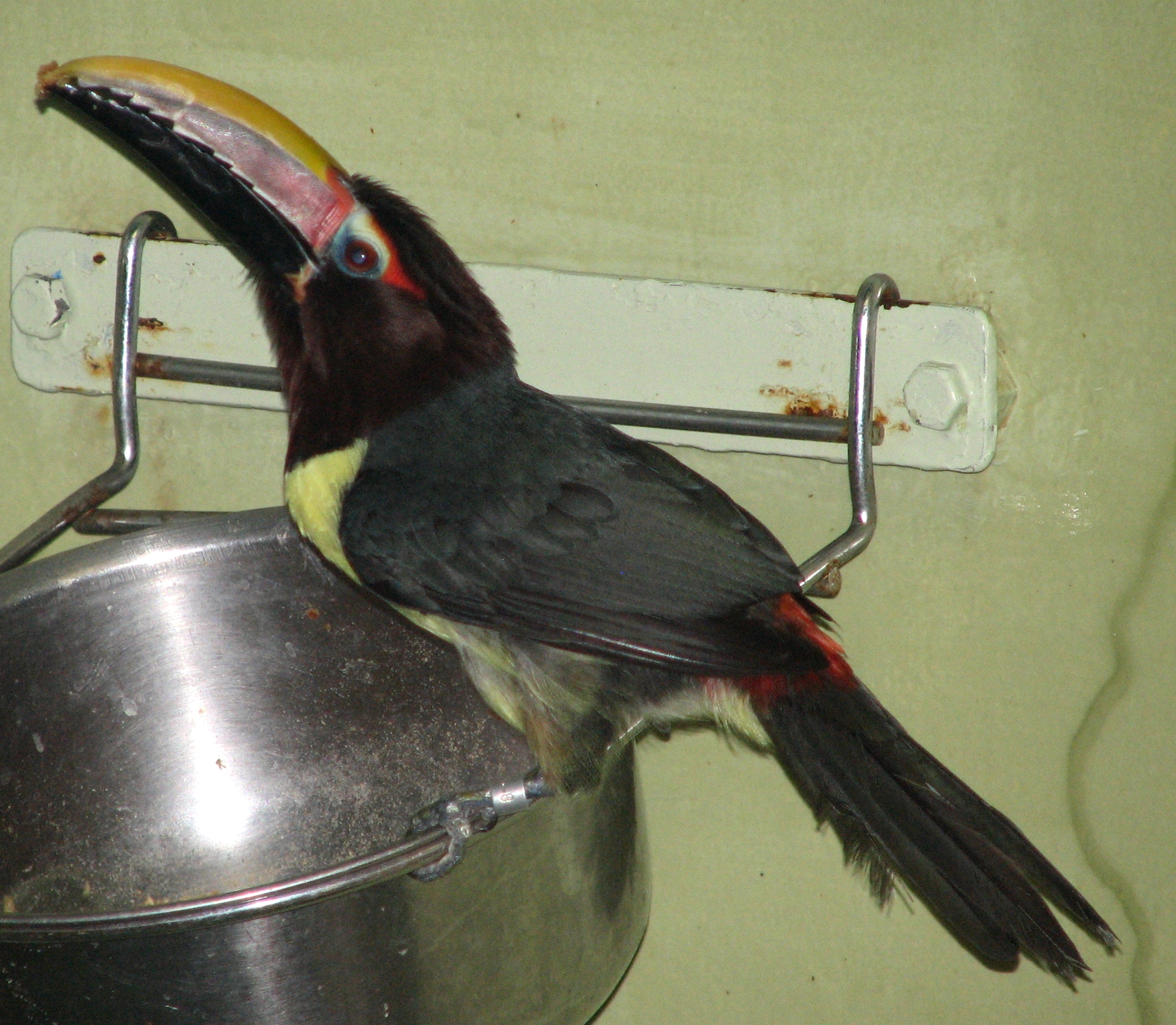
Arassari zelený
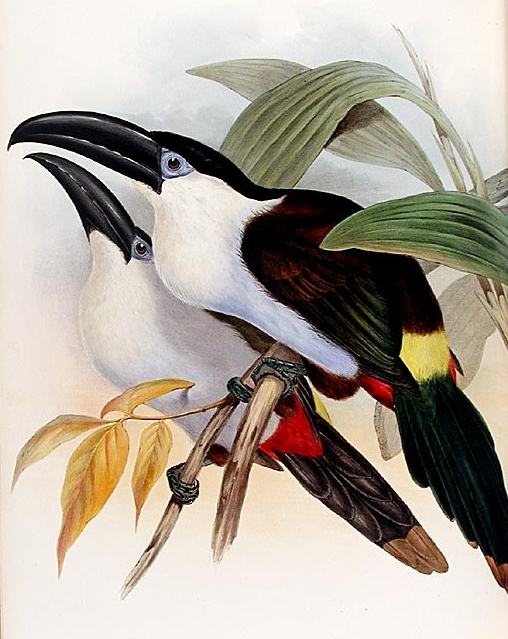
Tukan černozobý
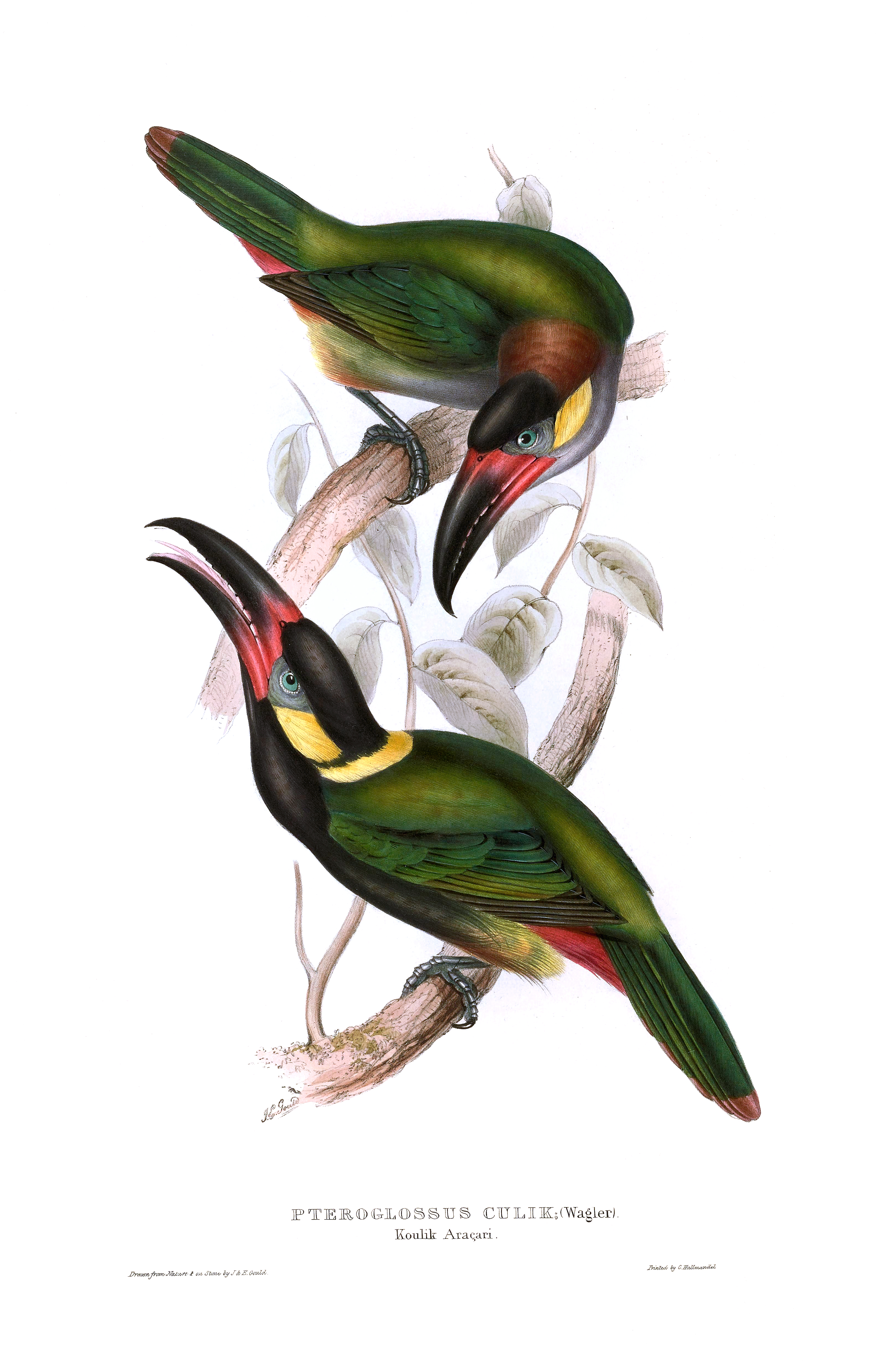
Arassari zlatolící
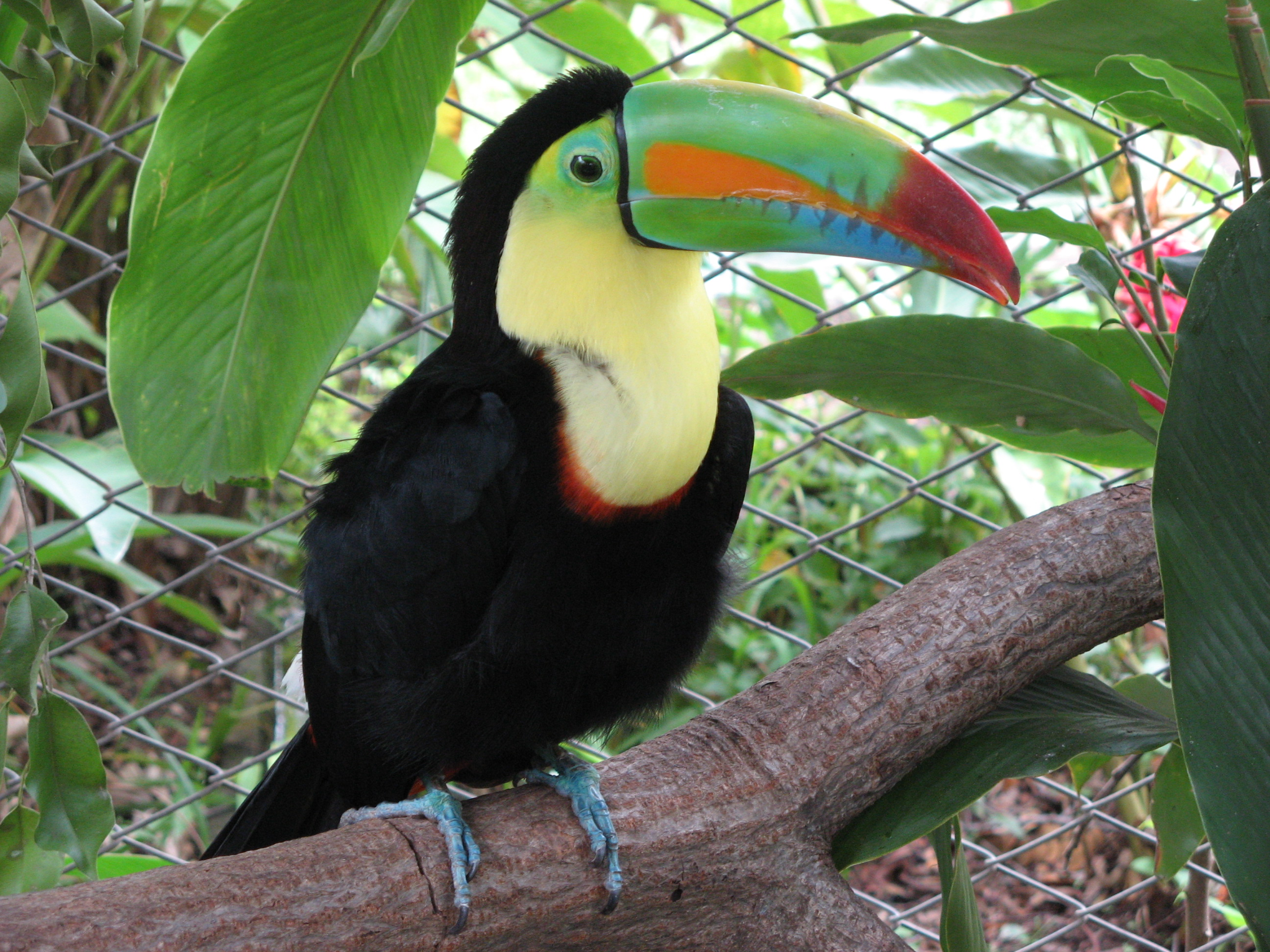
Tukan krátkozobý
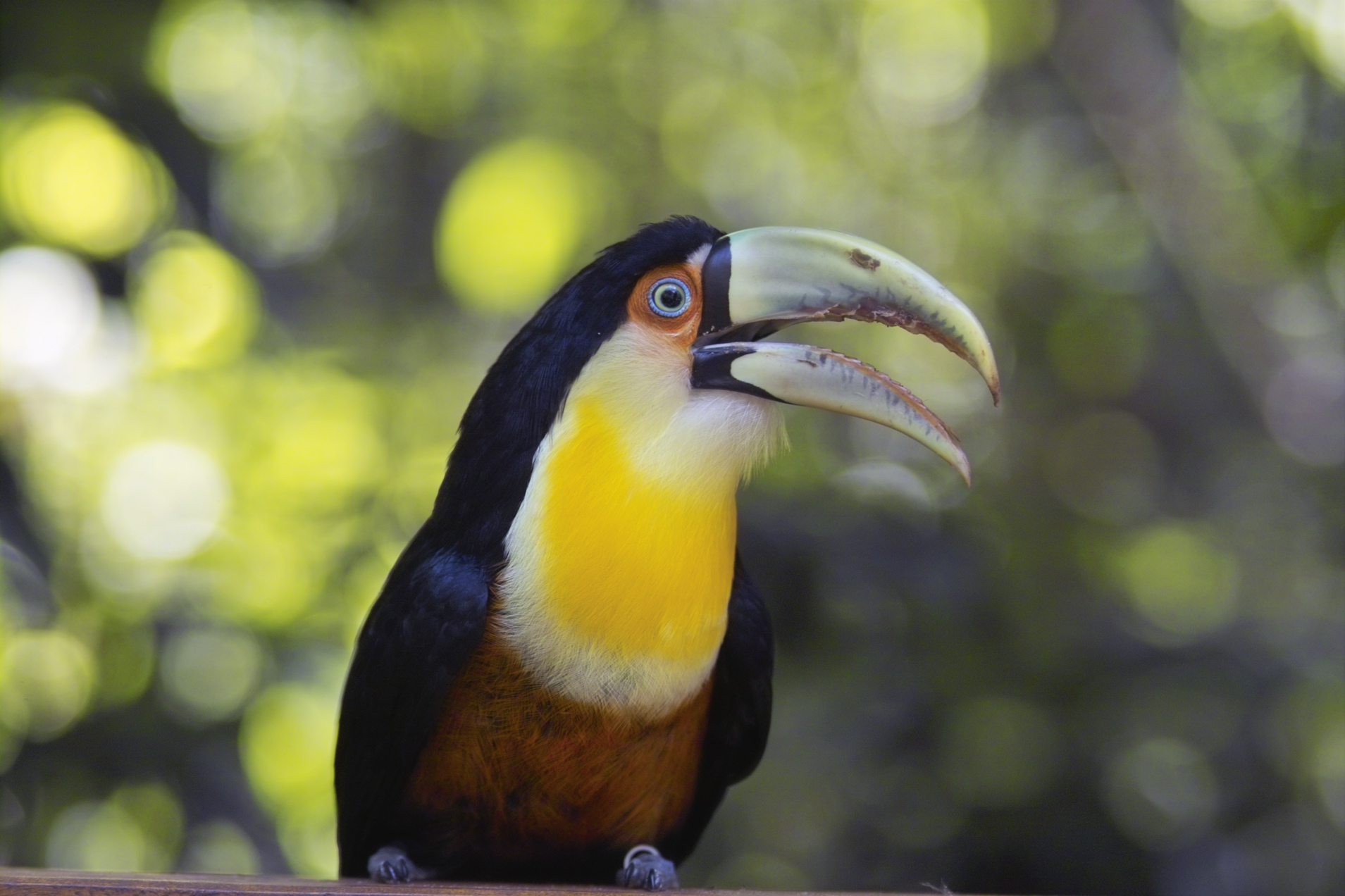
Tukan pestrý
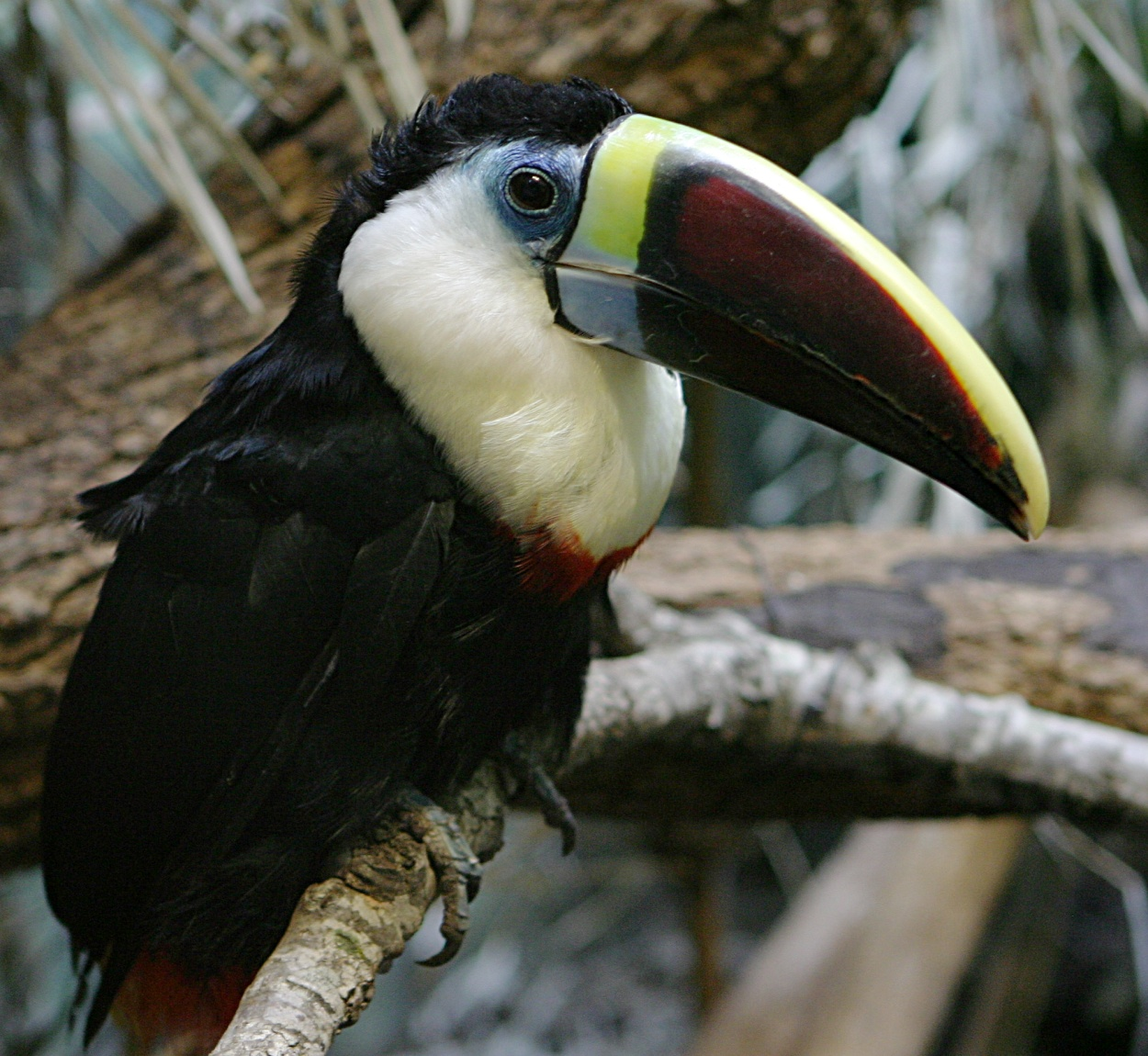
Tukan bledohrdlý